# Божидар Попадић
Божидар Божа Попадић рођен 14. марта 1893. године у Глободеру. Био је учесник Првог светског рата и носилац Албанске споменице.
Завршио је агрономски факултет, а затим докторирао на Сорбони. У влади Србије између Првог и Другог светског рата водио је ресор пољопривреде, посебно је доста учинио на унапређењу сточарства. Због прихватања четништва био је осуђен после рата. Умро је у затвору при операцији.